# Mirakosa
Mirakosa ist eine Steinobstsorte, die aus einer Kreuzung der Mirabelle von Nancy mit der Pflaume Königin Viktoria entstand.

## Beschreibung
Mirakosa ist frosthart, gesund, starkwachsend und sehr fruchtbar.
Die Frucht der Sorte Mirakosa ist etwas größer als die Hauszwetschge und reift kurz vor ihr. Die Farbe ist gelb und an der Sonnenseite rötlich punktiert. Das Fruchtfleisch ist gelb, steinlösend, fest und würzig süß. Mirakosa ist eine feine Tafel-, Wirtschafts- und Einmachfrucht.

## Anbau
Die Sorte Mirakosa war im Mittelrheintal einst weit verbreitet, ist aber heute wegen der Bevorzugung blauer Sorten kaum noch zu finden. Die Baumkronen müssen einige Jahre lang kräftig zurückgeschnitten werden, damit die Zweige infolge der großen Fruchtbarkeit nicht herunterhängen.
Erstmals erwähnt wird die Sorte Mirakosa laut Julius Kühn-Institut 1962. Der Pomologe Matth. Etscheid aus Prangenberg bei Neustadt-Wied übertrug der Baumschule J. Brassel in Schweifeld bei Linz am Rhein die alleinige Vermehrung seiner Neuzüchtung Mirakosa. Laut einer Liste des Welterbes Oberes Mittelrheintal gab es im Jahr 2013 lediglich eine Baumschule, bei der die Sorte Mirakosa bezogen werden konnte.